# Zajączków (gmina w powiecie kieleckim)
Zajączków (do 187? Ruda) – dawna gmina wiejska istniejąca do 1954 roku w woj. kieleckim. Siedzibą władz gminy był Zajączków. 
W okresie międzywojennym gmina Zajączków należała do powiatu kieleckiego w woj. kieleckim. Po wojnie gmina zachowała przynależność administracyjną. Według stanu z dnia 1 lipca 1952 roku gmina składała się z 9 gromad: Bolmin, Fanisławice, Gałęzice, Gnieździska, Kopaniny, Lesica,Miedzianka, Wesoła i Zajączków.
Jednostka została zniesiona 29 września 1954 roku wraz z reformą wprowadzającą gromady w miejsce gmin. Po reaktywowaniu gmin z dniem 1 stycznia 1973 roku gminy Zajączków nie przywrócono, a jej dawny obszar wszedł głównie w skład gmin Piekoszów, Łopuszno i Chęciny w tymże powiecie i województwie.
Uwaga: Nie mylić z gminą Zajączków w powiecie opoczyńskim w tymże województwie.